# Mori Hinako
Mori Hinako (森 日向子 (Sâm Nhật-Hướng-Tử) 9 tháng 9 năm 2000  –) là một nữ diễn viên khiêu dâm người Nhật Bản. Cô thuộc về công ti NAX Promotion.

## Sự nghiệp
Tháng 6/2020, cô ra mắt ngành phim khiêu dâm với tư cách nữ diễn viên độc quyền của nhãn phim "KMHR (Kimihore)" của hãng SOD Create (sau khi xuất hiện trong ba phim, cô đã bắt đầu làm việc với tư cách là nữ diễn viên tự lập kế hoạch). Tháng 6/2020. cô đã tham gia cuộc thi MissiD 2021 của Kōdansha, và đã tiến vào vòng bán kết.
Trong bảng xếp hạng sàn video FANZA hàng tuần ngày 5/12/2022, phim của cô "Không còn là Kamibukuro nữa! Tôi đã tuyển chọn cách phim nổi tiếng của Kaguyahime Pt, nên nếu bạn mua nó bây giờ, bạn chắc chắn sẽ có một bộ sưu tập 32 giờ!" (Kaguyahime Pt/Mōsozoku) đã xếp thứ nhất.
11/5/2023, cô cùng Hinata Himari tạo thành bộ đôi "Hinata Uta", và họ đã tổ chức một buổi diễn trực tiếp được tổ chức tại Sangenjaya Grapefruit Moon ở Tokyo.
3/7/2023, phim tổng hợp của cô "【Túi may mắn】S-Cute chỉ có những cô gái xinh đẹp 15 phim không cắt 38 tiếng bản ghi!"(【福袋】S-Cute 可愛い子だけ15作品をノーカット収録38時間!) phát hành tháng 12/2022 đã xếp thứ nhất trên bảng xếp hạng sàn video FANZA hàng tuần.

## Đời tư
Cô sinh ra tại Mie. Trên trang tự giới thiệu của MissiD 2021, có thông tin rằng cô đã tham gia một trường dạy làm đẹp, và tại thời điểm cô có hợp đồng độc quyền với KMHR, hồ sơ của cô cũng ghi rằng cô đã tham gia một trường dạy làm đẹp Trong một cuộc phỏng vấn, cô đã nói rằng cô đã quan hệ tình dục lần đầu năm 18 tuổi.
Lí do cô trở thành nữ diễn viên khiêu dâm là cô thích phụ nữ đáng yêu và là người hâm mộ lớn của Ogura Yuna, và vì có những người phụ nữ đáng yêu đang làm nữ diễn viên khiêu dâm, cô bắt đầu quan tâm đến phim khiêu dâm và xem nó, rồi từ đó cô có mong muốn trở thành nữ diễn viên khiêu dâm. Mục tiêu của cô trong tương lai là trở thành nữ diễn viên khiêu dâm không chỉ được yêu thích bởi đàn ông, mà cả phụ nữ vì chính cô đã chọn vào ngành nhờ những người phụ nữ khác. Cô hiện tại đang đăng thông tin liên tục lên các mạng xã hội như Twitter.
Sở thích của cô là trang điểm và hỗ trợ các thần tượng.。Món ăn yêu thích của cô là dâu tây, thịt nướng và mì ramen. Cô đã tham gia câu lạc bộ kèn đồng khi học trung học cơ sở và đảm nhận vị trí chơi saxophone. Phim yêu thích của cô là Onna no ko kirai, và cuốn sách cô yêu thích là Thế giới song song - Câu chuyện tình yêu.
Vì tính cách vui vẻ của mình, cô được gọi là "cô gái tequila người không bao giờ bị ốm" trong loạt phim "Nếu bạn có thể chịu được các kĩ năng tuyệt vời, bạn sẽ nhận được★SEX xuất tinh mạnh!".